# لوسیانو الگیسی
لوسیانو الگیسی (انگلیسی: Luciano Alghisi; ۱۸ آوریل ۱۹۱۷ – ۷ نوامبر ۲۰۰۴) بازیکن فوتبال اهل ایتالیا بود.
از باشگاه‌هایی که در آن بازی کرده‌است می‌توان به باشگاه فوتبال اینتر میلان، باشگاه فوتبال لچه، باشگاه فوتبال آ.اس. رم، باشگاه فوتبال باری، باشگاه فوتبال پادوا، باشگاه فوتبال سمپدوریا، و باشگاه فوتبال وارزه اشاره کرد.